# Ian Dalrymple
Ian Dalrymple, född 1903 i Johannesburg i Sydafrika, död 1989 i Wandsworth i London, Storbritannien, var en brittisk filmproducent och manusförfattare. Han har även varit regissör för filmerna Storm in a Teacup (1937) och Esther Waters (1948), samt filmklippare för filmen Evergreen. Dessutom har han skrivit synopsis för filmen Pygmalion.

## Filmografi

### Manus
- The Citadel (1938)
- French Without Tears (1939)
- The Heart of the Matter (1953)

### Producent
- The Wooden Horse (1950)
- The Heart of the Matter (1953)
- The Admirable Crichton (1957)
- A Cry from the Streets (1958)

### Webbkällor
- Ian Dalrymple på Svensk Filmdatabas, läst den 23 december 2008.